# Jungo Fujimoto
Jungo Fujimoto (藤本 淳吾, Fujimoto Jungo) est un footballeur japonais né le 24 mars 1984 à Yamato dans la préfecture de Kanagawa au Japon.